# Bringelly, New South Wales
Bringelly este o suburbie în Sydney, Australia.